# Zygmunt Krasiński

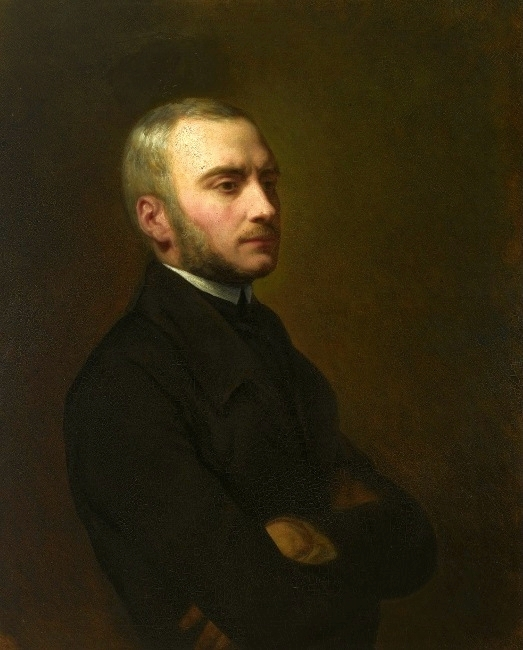
Porträt Krasińskis von Ary Scheffer

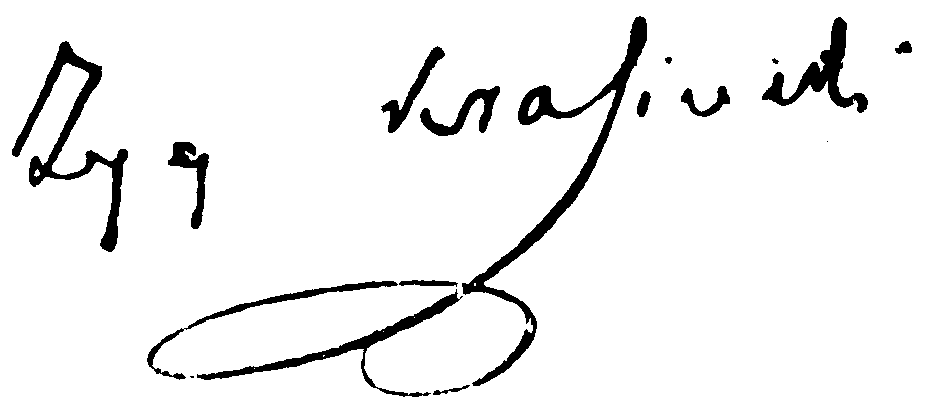
Unterschrift

Graf Napoleon Stanisław Adam Feliks Zygmunt Krasiński [ˈzɨɡmunt kraˈɕiɲskʲi] (* 19. Februar 1812 in Paris; † 23. Februar 1859 ebenda) war ein polnischer Dichter. Neben Adam Mickiewicz und Juliusz Słowacki gilt er als einer der Drei Barden und hatte als einer der wichtigsten Vertreter der polnischen Romantik maßgeblichen Einfluss auf das polnische Nationalbewusstsein im geteilten Polen. Er ist das bekannteste Mitglied der Adelsfamilie Krasiński.

## Leben
Krasiński entstammte einer polnischen Magnatenfamilie und wurde 1812 in Paris geboren. Sein Vater, Wincenty Krasiński, diente als General unter Napoleon und kommandierte das 1er régiment de chevau-légers lanciers polonais, wurde aber nach dem Ende der napoleonischen Kriege zum loyalen Unterstützer der russischen Zaren. Seine Mutter, Maria Radziwiłł, starb 1822. 1827 begann Krasiński ein Studium der Rechtswissenschaften in Warschau, wo er auch seine ersten Erzählungen verfasste. 1829 wurde er jedoch der Universität verwiesen; Grund hierfür war ein eskalierter Streit mit Kollegen, nachdem er sich (aufgrund des väterlichen Einflusses) weigerte, an einer patriotischen Demonstration teilzunehmen. Daraufhin unternahm er seine erste Auslandsreise, er begleitete seinen Vater bei einem diplomatischen Auftrag in Wien. Sein Studium setzte er in Genf fort, wo er unter anderem Adam Mickiewicz kennenlernte. Die Bekanntschaft mit Mickiewicz, mit dem er unter anderem eine Alpenwanderung unternahm, erweiterte seinen intellektuellen Horizont und beeinflusste sein künstlerisches Schaffen. Anders als die meisten polnischen Emigranten, die in schwierigen Verhältnissen lebten, war Krasiński als Graf in der europäischen Aristokratie anerkannt und durch seine Familie finanziell abgesichert.
Die nächsten Jahre unternahm Krasiński zahlreiche Reisen. Eine erste Reise von Genf aus führte ihn nach Mailand, Florenz und Rom. In Rom erfuhr er vom Ausbruch des Novemberaufstands, woraufhin er seine Reise abbrach. Sein Vater verbot ihm jedoch eine Teilnahme am Aufstand, was bei Krasiński massive Schuldgefühle auslöste. 1832 reiste er nach Polen, wo er unter anderem das Gut seines Vaters in Opinogóra Górna besuchte. Mit seinem Vater, der eine diplomatische Karriere für ihn plante, fuhr er nach Sankt Petersburg zu einer Audienz bei Zar Nikolaus. Um diese Pläne zu vereiteln, reiste er 1834 über Krakau, Wien und Venedig nach Rom. In Rom hatte er eine zwei Jahre andauernde Affäre mit der verheirateten Joanna Bobrowa und lernte 1836 Juliusz Słowacki kennen. Mit Bobrowa und ihrem Ehemann Teodor unternahm er unter anderem Reisen nach Bad Kissingen, Wiesbaden und Bad Ems.
Auf einer Reise nach Neapel 1838 lernte er die (verheiratete) Gräfin Delfina Potocka kennen. Die langjährige Romanze mit ihr war Inspiration für zahlreiche seiner Werke, erhalten ist auch ein ausgesprochen umfangreicher Briefwechsel. Auf Wunsch des Vaters hielt er 1840 um die Hand von Eliza Branicka an, die er 1843 heiratete. Aus der Ehe gingen vier Kinder hervor.
Während eines längeren Aufenthalts in Rom lernte er 1848 Cyprian Kamil Norwid kennen, den er finanziell unterstützte. Dort traf er auch wieder auf Mickiewicz. Den Revolutionen 1848/1849 gegenüber war er skeptisch eingestellt. Im Geiste seines Vaters blieb er sein ganzes Leben ausgesprochen konservativ eingestellt und glaube an die gesellschaftliche Führungsrolle des Adels.
Krasiński hatte seit seiner Jugend erhebliche gesundheitliche Probleme und war insbesondere von immer schlimmer werdenden Augenkrankheiten geplagt. Im Jahr 1857 verschlechterte sich sein Gesundheitszustand erheblich und wurde nach dem Tod seines Vaters im November 1858 kritisch. Er starb am 23. Februar 1859 in Paris. Beigesetzt wurde er im Familiengrab in Opinogóra Górna.

## Werk und Rezeption
Krasińskis bekannteste Werke sind die Dramen Die ungöttliche Komödie (Nie-Boska komedia) und Irydion. Die ungöttliche Komödie spielt in der nahen Zukunft und beschreibt einen Aufstand der Arbeiterklasse gegen die Aristokratie; das Drama gilt als erste literarische Behandlung des Klassenkampfs. Irydion handelt von einem Griechen, der dem römischen Reich unter Kaiser Elagabal Rache geschworen hat; deutlich sind dabei die Parallelen zur Situation Polens im Novemberaufstand. Die ungöttliche Komödie gehört zum Kanon der polnischen Schullektüre, ist jedoch aufgrund der dort enthaltenen antisemitischen Motive in Polen umstritten. Juden werden im Stück als Verschwörer gegen die christliche Ordnung dargestellt.
Als einer der Drei Barden gehört Krasiński zu den wichtigsten Vertretern der polnischen Romantik, gilt heute jedoch als weniger bedeutend als die anderen beiden Barden Mickiewicz und Słowacki.

## Werke (Auswahl)
- Powieści gotyckie
- Agaj-Han (1832)
- Irydion (1835)
- Nie-Boska komedia (1833, von Franz Theodor Csokor als Die ungöttliche Komödie ins Deutsche übersetzt), 1841 (Digitalisat)
- Przedświt (1843)
- Psalmy przyszłości (1844–1848)
- Fantazja życia
- Listy do Delfiny Potockiej
- Na Sybir